# Лом

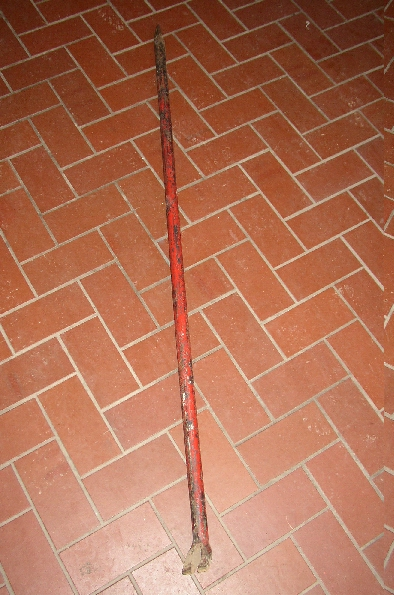
Классический лом.

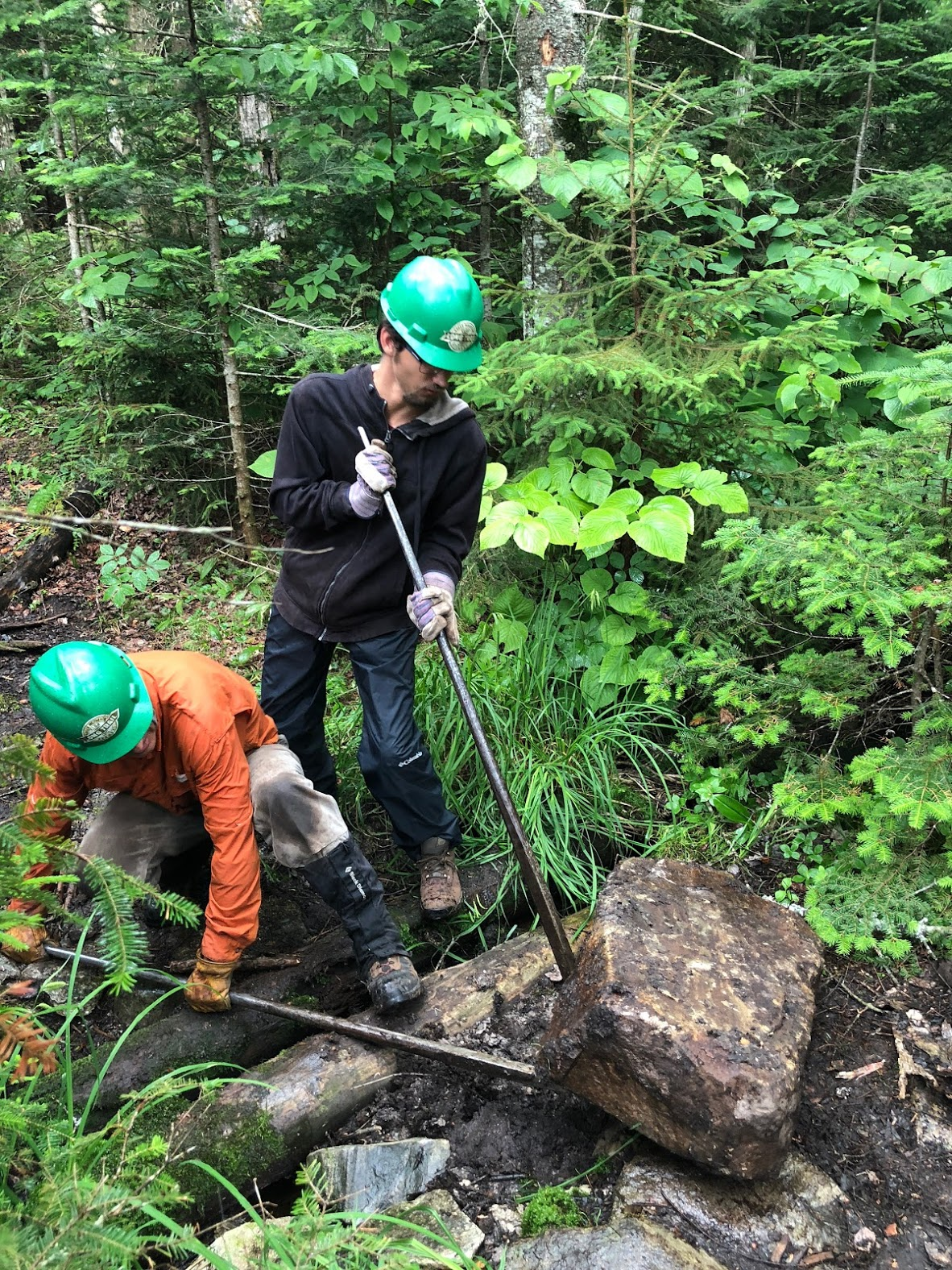
Перемещение камня с помощью ломов.

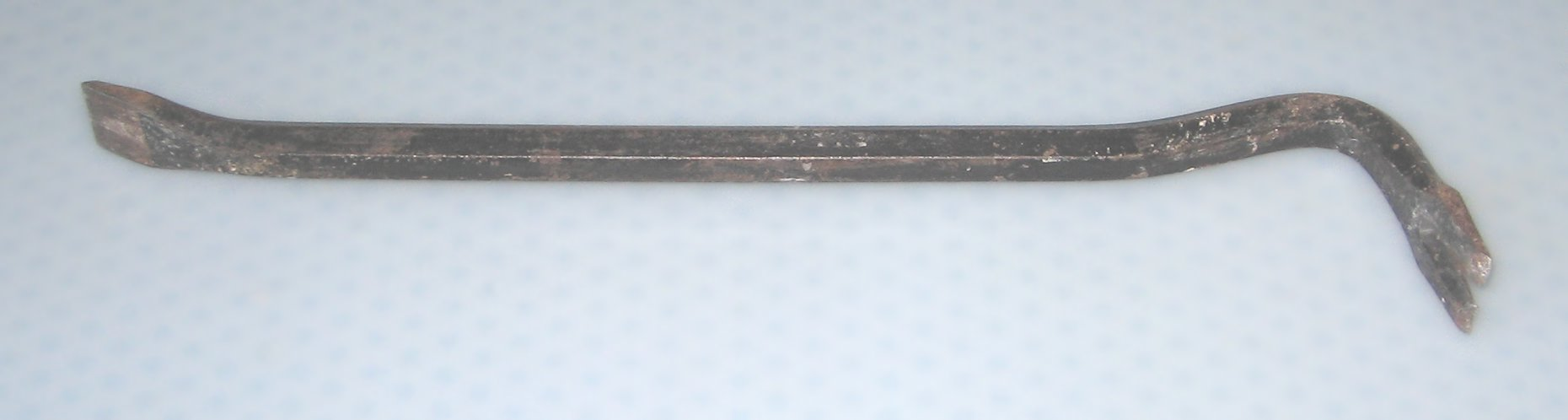
Ломик-гвоздодёр, также известный как монтировка

Лом — ручной ударный и рычажный инструмент, один из наиболее древних видов инструмента, известных человечеству, наряду с молотком, зубилом, топором, лопатой.
Используется для вскрытия Дверей и т.д.
Лом, как правило, изготавливается из прочного металлического стержня. Уменьшенный и облегчённый вариант лома называется монтиро́вкой.
Рабочее положение — близкое к вертикальному. Обычно используется для разрушения твёрдых материалов (бетона, камня, дорожного покрытия, асфальта, горной породы, каменной кладки и др.). Ломом также может называться ручная машина аналогичного назначения.

## Устройство и применение лома
Обычно лом представляет собой металлический стержень с остро заточенными или расплющенными концами (либо с одним острым коническим и другим плоским). Также лом может представлять собой ручную машину ударного действия.
Области применения:
- раскалывание твёрдых предметов: крупных кусков каменного угля, камня, льда и т. д.;
- перемещение тяжестей на небольшие расстояния (работа ломом как рычагом, для этого, в частности. применяется роликовый лом);
- в качестве аварийного инструмента на случай пожара и др. чрезвычайных ситуаций. Аварийный электротехнический лом имеет резиновое изолирующее покрытие;
- в исключительных случаях лом может служить оружием;
- лом может быть использован для совершения кражи (взлома). Жаргонное название «фомка» придумано ворами для обозначения небольшого лома для взлома замков, дверей и пр.
- в Архангельском крае железный лом — зати́н — применялся на моржовом промысле. Затин втыкался крепко во льдину, и к нему на ременной оборе привязывали носок, всаживаемый броском в моржа[4].

Преимущества:
- простейший инструмент, не требующий при эксплуатации электроэнергии, топлива и ремонта;
- срок службы ограничен только коррозией и циклическими нагрузками.

## Материалы для изготовления ломов
Основным материалом для производства ломов является среднеуглеродистая сталь (например, сталь 30, сталь 45, сталь 50). В редких случаях применяется дерево (например, пешня), плакированное в ударной части металлом, или нержавеющая сталь (работа в коррозионной среде).

## Классификация
Ломы бывают различной конструкции в зависимости от предназначения:
- простые: заточка простая коническая или четырёхгранная;
- универсальные: заточка простая с одного конца и лопатообразная с другого;
- специализированные: форма лома и заточки приспособлена под конкретные условия работы;
- безыскровые: наконечник изготавливается не из стали, а из металла, не дающего искры при ударе по другому металлу (например, из меди); используются во взрывоопасной среде, например, при открытии зимой, в условиях оледенения, крышек канализационных, связевых и прочих колодцев, в которых может накапливаться горючий газ.

Разновидности ломов:
- лом классический: простой стержень с заострёнными концами;
- лом-ледоруб: специальная топорообразная заточка одного или двух концов, как вариант, лезвие топора, приваренное со стороны обуха к стальной рукоятке (используется дворниками для скола льда);
- лом-гвоздодёр: более короткий, заточка плоская, форма Г- или S-образная; один из концов плоской заточки имеет пропил, выполняет функцию гвоздодёра;
- лом пожарный легкий: лом длиной 1100 и толщиной 25 мм, у которого один конец отогнут под углом 45 градусов и заточен на четыре грани, образующие плоское острие шириной 10 мм, а другой конец — четырёхгранное острие; на расстоянии 200 мм от изогнутого конца имеется кольцо для подвешивания; применяется для вскрытия и разборки конструкций кровли, обрешётки, обшивки и расчистки места пожара;
- лом пожарный тяжёлый: лом длиной 1200 и толщиной 28 мм, у которого один конец изогнут в виде вопросительного знака и образует четырёхгранный крюк, другой, прямой имеет плоскую заточку на два канта; на расстоянии 170 мм от изогнутого конца в стержне лома просверлено отверстие, через которое продето кольцо диаметром 30 мм; применяется для тяжелых рычажных работ по вскрытию и разборке конструкций;
- лом пожарный шаровый: лом длиной 1300 и толщиной 25 мм, на верхний конец которого приварен металлический шар диаметром 50 мм, а нижний имеет заточку на четыре грани, образующие лезвие шириной 12,5 мм; применяется для отбивания штукатурки со стен и потолка, для очистки крышек колодцев от льда;
- лом пожарный универсальный: лом длиной 600 и толщиной 20 мм с двумя фигурными рабочими частями, одна из которых представляет собой закругленную лопатку, а другая — изогнутую лопатку с упорной пятой; применяется для вскрытия дверей, окон, выполнения легких рычажных работ в стесненных условиях.

До 1995 года на территории СССР и РФ действовал ГОСТ 1405-83, описывающий разновидности ломов строительных, в зависимости от назначения:
- Лом обыкновенный (ЛО): Для рыхления плотных, мерзлых и скальных грунтов, а также при производстве такелажных работ;
- Лом-гвоздодер (ЛГ): Для выдергивания гвоздей при производстве опалубочных и плотничных работ;
- Лом монтажный (ЛМ): Для смещения и установки элементов сборных строительных конструкций при монтаже зданий и сооружений и при производстве такелажных работ;

(Несмотря на отмену данного стандарта, производители и поставщики инструмента до сих пор его используют и ссылаются на него в номенклатурных перечнях продукции)

## Лом в народном творчестве и культуре мира